# Valdemar Bøggild
Valdemar Jensen Bøggild (Ringe, Faaborg-Midtfyn, 30 de setembre de 1883 – Ringe, Faaborg-Midtfyn, 2 de juliol de 1943) va ser un gimnasta artístic danès que va competir a començaments del segle xx.
El 1912 va prendre part en els Jocs Olímpics d'Estocolm, on va guanyar la medalla de plata en el concurs per equips, sistema suec del programa de gimnàstica.